# Notaspis tranquillalis
Notaspis tranquillalis är en fjärilsart som beskrevs av Lederer 1863. Notaspis tranquillalis ingår i släktet Notaspis och familjen Crambidae. Inga underarter finns listade i Catalogue of Life.